# Conolophus marthae
Conolophus marthae е вид влечуго от семейство Iguanidae. Видът е критично застрашен от изчезване.

## Разпространение
Разпространен е в Еквадор (Галапагоски острови).